# The Impulse! Albums: Volume Five
The Impulse! Albums: Volume Five è un box set comprendente album discografici del musicista jazz John Coltrane pubblicati postumi dall'etichetta discografica Impulse! Records nel periodo 1970-1973.

## Descrizione
Il box set si presenta in una scatola quadrata di colore verde chiaro, dentro la quale sono presenti i vari CD senza aggiunta di alcuna bonus track. Tutti gli album sono stati rimasterizzati in digitale per la prima volta in oltre quindici anni. I CD sono contenuti in una custodia che riproduce in scala nei minimi particolari la stessa custodia dei corrispondenti dischi in vinile.

## Elenco dischi
1. Transition (1970)
2. Sun Ship (1971)
3. Live in Seattle (1971)
4. Infinity (1972)
5. Concert in Japan (1973)